# Upper Pearls
Upper Pearls ist eine Siedlung im Parish Saint Andrew im Osten von Grenada.

## Geographie
Die Siedlung liegt an der Küste nördlich des ehemaligen Flughafens Grenada-Pearls und von Lower Pearls am Mount Horn.
Im Norden schließen sich Moya und Conference an.